# Die Heck bei Hohenroth
Das Naturschutzgebiet Die Heck bei Hohenroth liegt auf dem Gebiet der Gemeinde Driedorf im Lahn-Dill-Kreis in Hessen. Das 20,43 ha große Gebiet wurde am 12. August 1998 unter der Kennung 1532040 unter Naturschutz gestellt.

## Lage
„Die Heck bei Hohenroth“ befindet sich im „Hohen Westerwald“ südöstlich von Hohenroth und südlich vom 642,8 m ü. NHN Höllberg. Das Naturschutzgebiet liegt nördlich der von Hohenroth in südöstlicher Richtung nach Mademühlen verlaufenden Kreisstraße K84 und nordöstlich der Krombachtalsperre. Die Gesamtfläche des Naturschutzgebietes „Die Heck bei Hohenroth“ ist Bestandteil des FFH-Gebietes „Hoher Westerwald“ (5314-301) und des europäischen Vogelschutzgebietes „Hoher Westerwald“ (5314-450).

## Bedeutung
Das Naturschutzgebiet besteht aus einem geschlossenen Laubwaldareal das aufgrund seiner Höhenlage von durchschnittlich 550 m ü. NHN ein für die deutschen Mittelgebirge typisches feucht-kühles Klima mit Niederschlägen von mehr als 1000 mm pro Jahr aufweist. Die Waldränder sind weitgehend naturnah ausgeprägt werden jedoch durch die landwirtschaftliche Nutzung als Grünland beeinflusst. Das Waldgebiet besteht aus trockenen, wechselnassen beziehungsweise nassen Standorten, welche entsprechende Pflanzengesellschaften beherbergen. Im Wald belassenes Totholz und vorhandene Altbäume sind wertvolle Lebensräume für Pilze, Flechten, Insekten und Vögel.

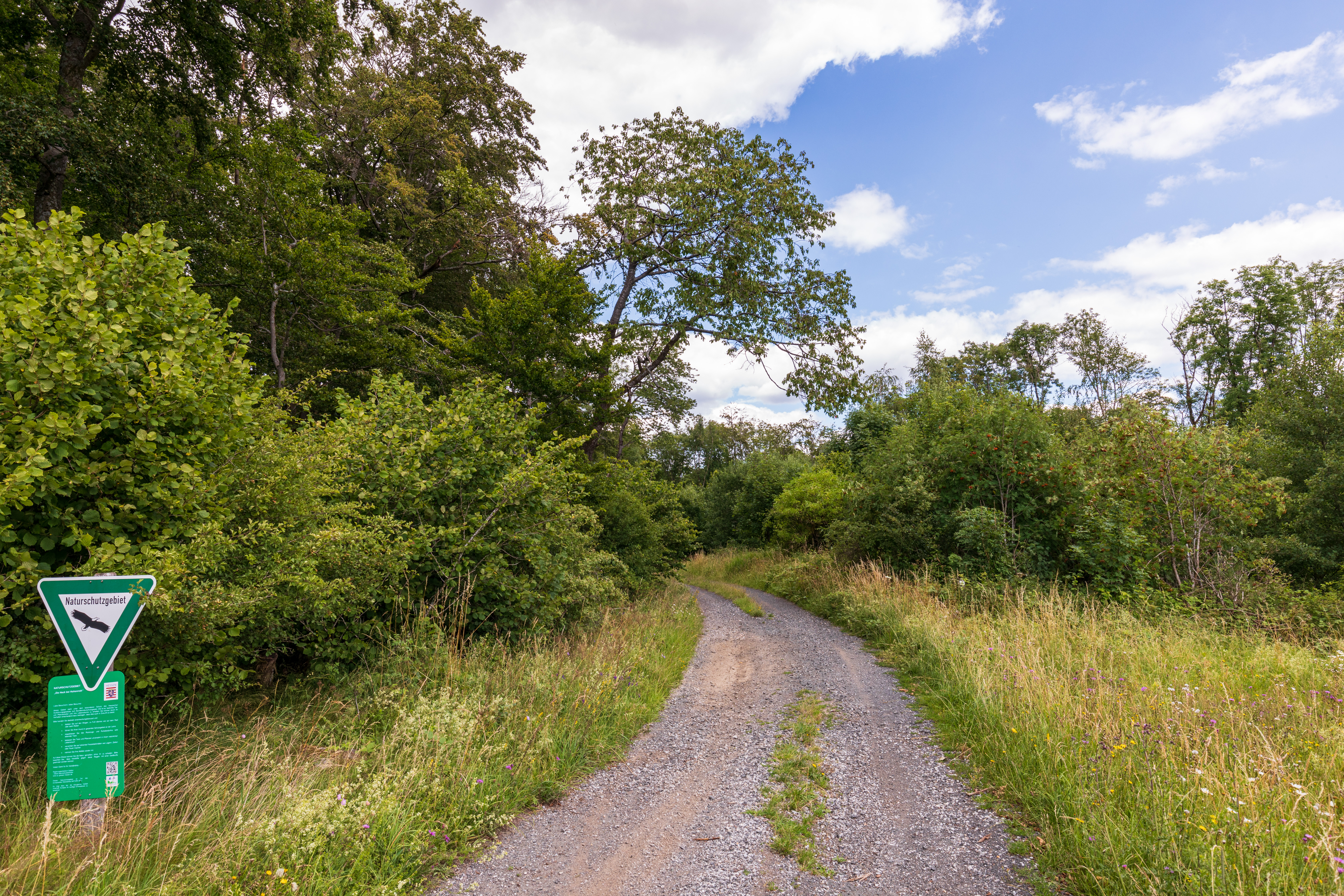
Blick in das Gebiet, Weg durch das Naturschutzgebiet (Südwestlicher Bereich)
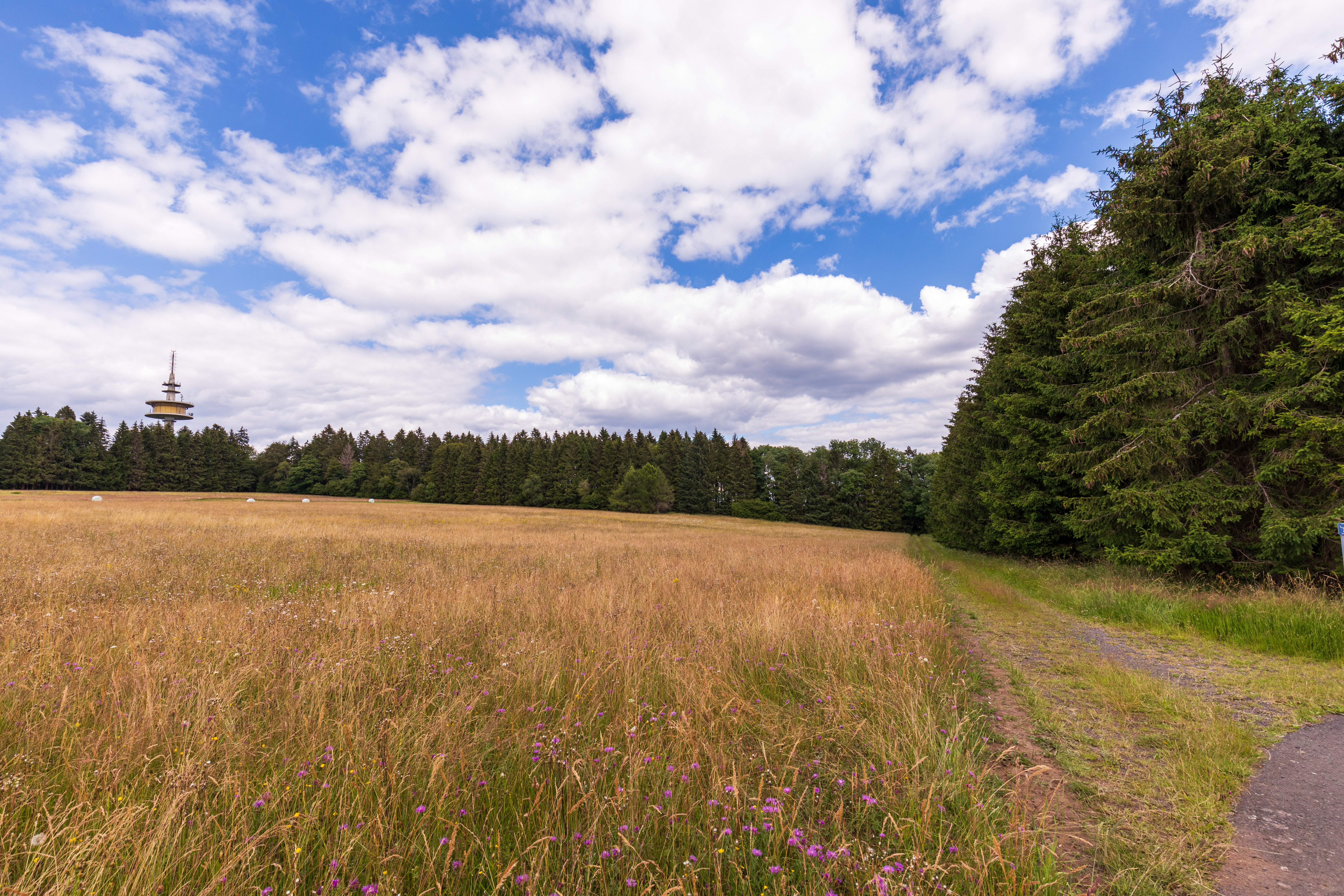
Blickrichtung Nord mit dem Fernmeldeturm Höllberg (Nördlicher Bereich)
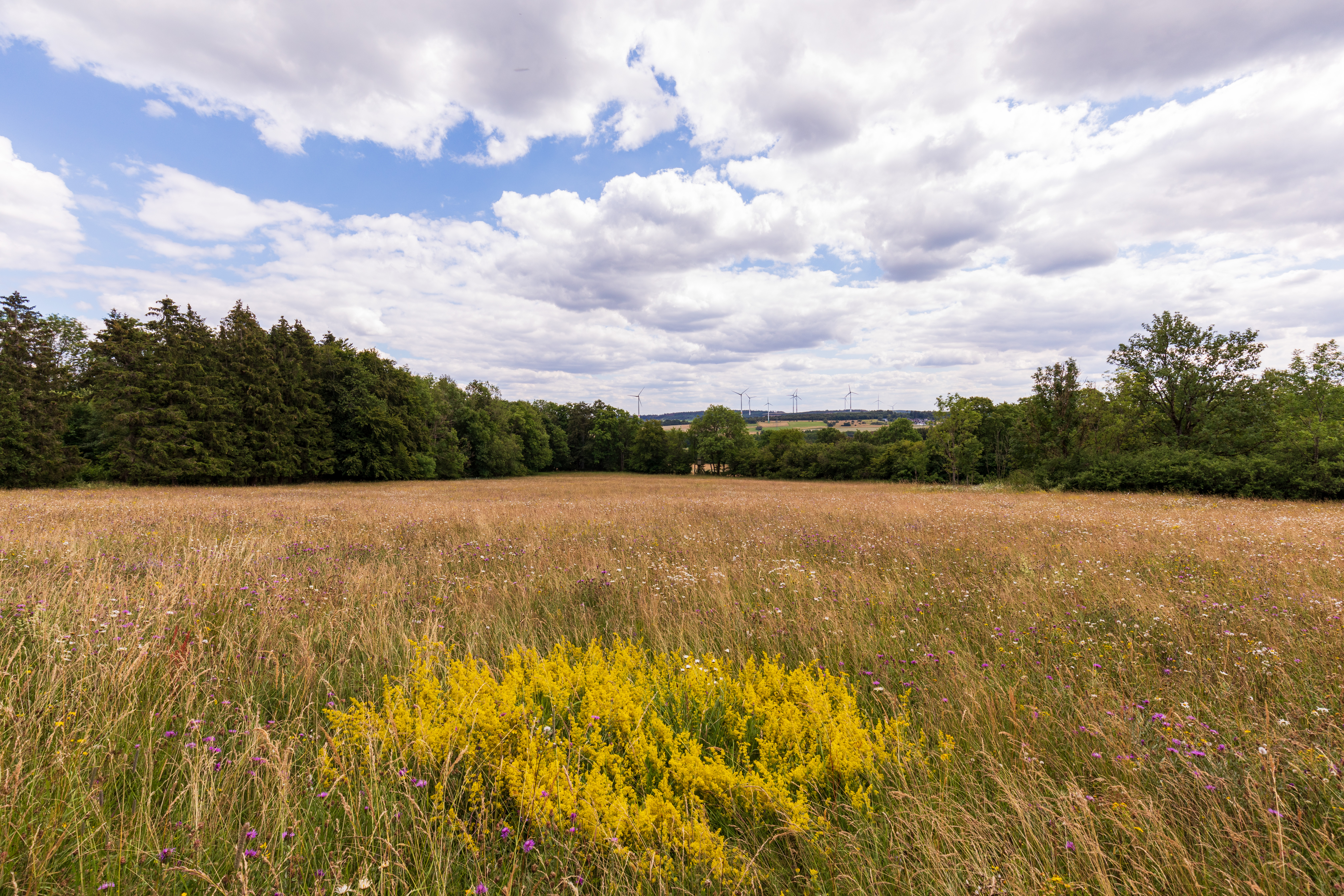
Grünlandbereich (Nördlicher Bereich)

## Pflegemaßnahmen
Im Jahr 2013 wurde ein Managementplan für das FFH-Gebiet „Hoher Westerwald“ (5314-301) aufgestellt der für das Naturschutzgebiet als Teil der Gesamtfläche eine natürliche Waldentwicklung ohne Pflegemaßnahmen vorsieht und keine weitere forstwirtschaftliche Nutzung festlegt.